# Panamerika-Meisterschaften im Straßenradsport
Die Panamerika-Meisterschaften im Straßenradsport werden jährlich vom Radsport-Kontinentalverband COPACI ausgerichtet. Startberechtigt sind Athleten aller Mitgliedsverbände der COPACI sowie der assoziierten Verbände.

## Geschichte
Die Meisterschaften wurden erstmals 1974 ausgetragen, zunächst in einem meist zweijährigen Rhythmus und in Zusammenhang mit den Panamerika-Meisterschaften im Bahnradsport. Seit 2004 finden sie jährlich statt. 2012 beschloss der Verband die organisatorische Trennung von Straßen- und Bahn-Wettkämpfen, die 2013 in Kraft trat. 2020 entfielen die Meisterschaften infolge der Corona-Pandemie.
Das Programm der Meisterschaften bestand anfangs aus dem Straßenrennen und dem Mannschaftszeitfahren der Männer, Wettbewerbe für Frauen kamen 1988 hinzu. Analog zu den Straßenradsport-Weltmeisterschaften gibt es seit 1994 das Einzelzeitfahren als neue Disziplin, während das Mannschaftszeitfahren anschließend abgeschafft wurde. Seit der Radsport-Weltverband UCI 1996 die Kategorie der Männer U23 schuf, gibt es auch ein Straßenrennen und Einzelzeitfahren für diese. Von 2018 bis 2021 wurden im Rahmen des Frauenrennens zudem die besten U23-Fahrerinnen ausgezeichnet. Für Junioren wurden bis 2019 gemeinsame Panamerika-Meisterschaften auf Bahn und Straße ausgerichtet, getrennt von den Elite-Wettkämpfen. Nach einer mehrjährigen Pause infolge der Corona-Pandemie wurden die Straßen-Wettkämpfe der Junioren ab 2023 in die Elite-Meisterschaften integriert.
Kontinentale Meisterschaften haben im Gegensatz zu den Weltmeisterschaften keinen reservierten Zeitraum im internationalen Rennkalender, so dass sie in zeitlicher Konkurrenz mit anderen Profirennen stehen. Daher treten nicht alle der besten amerikanischen Fahrer bei den Meisterschaften an. Sie sind jedoch von Belang für die Weltrangliste und die Qualifikation zu Weltmeisterschaften oder Olympischen Spielen.

## Austragungen
Seit 1974 gab es folgende Austragungen:
- 1974:  Cali
- 1976:  San Cristóbal
- 1978:  Santo Domingo
- 1980:  Santiago
- 1981:  Medellín
- 1982:  São Paulo
- 1984:  Medellín
- 1988:  Medellín
- 1990:  Duitama
- 1992:  Quito
- 1994:  Curicó
- 1996:  Puerto La Cruz
- 1997:  Cali
- 1998:  Cali
- 2000:  Bucaramanga
- 2001:  Medellín
- 2002:  Quito
- 2004:  Tinaquillo
- 2005:  Mar del Plata
- 2006:  Caieras
- 2007:  Valencia
- 2008:  Montevideo
- 2009:  Mexiko-Stadt
- 2010:  Aguascalientes
- 2011:  Medellín
- 2012:  Mar del Plata
- 2013:  Zacatecas
- 2014:  Puebla
- 2015:  León
- 2016:  San Cristóbal
- 2017:  Santo Domingo
- 2018:  San Juan
- 2019:  Pachuca
- 2021:  Santo Domingo
- 2022:  San Juan
- 2023:  Panama-Stadt
- 2024:  São José dos Campos
- 2025:  Punta del Este

## Ergebnisse
- Straßenrennen der Männer bei den Panamerikanischen Meisterschaften
- Straßenrennen der Frauen bei den Panamerikanischen Meisterschaften